# Nazca
Nazca (nogle gange stavet Nasca) er en by og et dalsystem på den sydlige kyst af Peru. Byen har omkring 39.000 indbyggere.
Det er også navnet på den størst kendte by i provinsen af samme navn. Navnet er afledt af Nazcakulturen der blomstrede mellem 100 f.v.t. og år 800. Denne kultur etablerede de berømte Nazcalinjer, og byen Cahuachi. De etablerede også et omfattende system af underjordiske akvædukter, kaldet Puquios, der fortsat fungerer i moderne tid.
Nazca er hovedstad for Nazca-provinsen, der ligger i Ica-distriktet i regionen